# Сунигилда
Сунигилда (на латински: Sunigilda) е съпруга на Одоакър, който от 476 до февруари 493 г. е крал на Италия. Тя е и майка на Тела († 493), който през 490 г. е антиимператор („цезар“) в Рим.